# Diplôme national d'art
Pour les articles homonymes, voir DNA.
Le diplôme national d'art (DNA) sanctionne trois années d'enseignement post-baccalauréat dans les écoles supérieures d'art de France : une première année dite propédeutique et deux années dites de programmes.
Ce diplôme est né en 2014 de la fusion entre le DNAP et DNAT,,. Le diplôme du DNA est délivré à partir de la session 2016 dans les écoles d'art de France.

## Le diplôme
Le diplôme national d’arts forme les étudiants à tous les domaines des métiers de l’art. En effet, ils touchent aussi bien à la pratique artistique qu’à la culture du secteur. L'emploi du temps des étudiants comprend des ateliers, cours théoriques, conférences, expositions et travaux à rendre. Lors des trois années de formations, les étudiants devront réaliser des stages en entreprise, dans le but de développer leurs expériences professionnelles. En ce qui concerne les cours dispensés en DNA, ils varient selon les écoles, mais on peut trouver les spécialités de:
- dessin
- design
- design d'espace
- design graphique
- design produit
- design textile
- graphisme
- cinéma d'animation
- logiciels
- chromatique
- illustration
- scénographie
- communication
- communication visuelle
- gravure
- peinture
- culture générale
- expression orale
- expression écrite
- histoire de l’art
- anglais
- projet professionnel
- travaux de groupes
- stage

| Nom du diplôme (niv. RNCP/ CEC, sauf (-)) | Années                                          |                                                          | |               |            |                    |                      |                           |                         |                         |                         |                         |                   |                       |                             |  |  |  |          |
| Nom du diplôme (niv. RNCP/ CEC, sauf (-)) | 9 et +                                          |                                                          | DE Médecin DES (-)                                                                                                  | HDR (-)       |            |                    |                      |                           |                         |                         |                         |                         |                   |                       |                             |  |  |  | DESV (-) |
| Nom du diplôme (niv. RNCP/ CEC, sauf (-)) | +8                                              | Doctorat (8)                                             | DE Médecin DES (-)                                                                                                  | DSA DPEA (-)  | DEC (-)    |                    |                      |                           |                         |                         |                         |                         |                   |                       |                             |  |  |  | DESV (-) |
| Nom du diplôme (niv. RNCP/ CEC, sauf (-)) | +7                                              | Doctorat (8)                                             | DE Médecin DES (-)                                                                                                  | DSA DPEA (-)  | DEC (-)    |                    |                      |                           |                         |                         |                         |                         |                   |                       |                             |  |  |  | DESV (-) |
| Nom du diplôme (niv. RNCP/ CEC, sauf (-)) | +6                                              | Doctorat (8)                                             | DE Dentaire (-) DE Pharmacie (-) DFASM (7)                                                                          | HMONP (-)     | DEC (-)    | DE Vétérinaire (-) |                      |                           |                         |                         |                         |                         |                   |                       |                             |  |  |  |          |
| Nom du diplôme (niv. RNCP/ CEC, sauf (-)) | +5                                              | DFASO DFASP DEMK DESF (7)                                | Master (7) | DEA (7)       | DSCG (7)   | DNSEP(7) DSAA (-)  | CCO DE IA DE IPA (7) | CA (7) CNSMD(7) CNSAD (-) | MSc MBA MS Diplovis (-) | ENC (-) ENS (-) INP (-) | ENS (-) IAE (7) ESC (-) | EI (7) ENS (-) DEFV (7) |                   |                       |                             |  |  |  |          |
| Nom du diplôme (niv. RNCP/ CEC, sauf (-)) | +4                                              | DFASO DFASP DEMK DESF (7)                                | Master (7) | DEA (7)       | DSCG (7)   | DNSEP(7) DSAA (-)  | CCO DE IA DE IPA (7) | CA (7) CNSMD(7) CNSAD (-) | MSc MBA MS Diplovis (-) | ENC (-) ENS (-) INP (-) | ENS (-) IAE (7) ESC (-) | EI (7) ENS (-) DEFV (7) |                   |                       |                             |  |  |  |          |
| Nom du diplôme (niv. RNCP/ CEC, sauf (-)) | +3                                              | DFGSM DFGSO DFGSP DFGSMa (6)                             | Licence (6) | LP BUT (6)    | DEEA (6)   | DCG (6)            | DN MADE DNA (6)      | DE I (6) IFPS IRFSS (-)   | DNSP (6)                | ENC (-) ENS (-) INP (-) | ENS (-) IAE (7) ESC (-) | EI (7) ENS (-) DEFV (7) | IRTS (3-6)        | Bachelor Diplovis (-) |                             |  |  |  |          |
| Nom du diplôme (niv. RNCP/ CEC, sauf (-)) | +2                                              | DFGSM DFGSO DFGSP DFGSMa (6)                             | Licence (6) | LP BUT (6)    | DEEA (6)   | DCG (6)            | DN MADE DNA (6)      | DE I (6) IFPS IRFSS (-)   | DNSP (6)                | BTS (5)                 | AL/BL LSH (-)           | ECG D1 D2 (-)           | IRTS (3-6)        | Bachelor Diplovis (-) | BC MP PC PSI PT MPI TSI (-) |  |  |  |          |
| Filière, discipline ou spécialité         | +1                                              | L.AS PASS (-)                                            | Licence (6) | LP BUT (6)    | DEEA (6)   | DCG (6)            | DN MADE DNA (6)      | DE I (6) IFPS IRFSS (-)   | DNSP (6)                | BTS (5)                 | AL/BL LSH (-)           | ECG D1 D2 (-)           | IRTS (3-6)        | Bachelor Diplovis (-) | BC MP PC PSI PT MPI TSI (-) |  |  |  |          |
| Filière, discipline ou spécialité         |                                                 | Médecine Odontologie Pharmacie Maïeutique Kinésithérapie | Arts - Commerce, économie - Droit - Enseignement - Lettres et langues - Sciences humaines - Sciences et technologie | Pro ou Techno | Architecte | Comptabilité       | Arts Design Mode     | Paramédical et santé      | Musique Danse Comédie   | Social Sports           | Libre Technique         | STS                     | Lettres           | Économie              | Scientifique                |  |  |  |          |
| Filière, discipline ou spécialité         | Université, École délivrant un diplôme national | Université, École délivrant un diplôme national          | Université, École délivrant un diplôme national                                                                     | École         | École      | École              | École                | École                     | École                   | École Privée            | École, Lycée CPGE       | École, Lycée CPGE       | École, Lycée CPGE | École, Lycée CPGE     |                             |  |  |  |          |

## Écoles
Liste des écoles qui prépare le Diplôme National d'Art 
- École supérieure d'art d'Aix-en-Provence - ESAAix , option Art
- École supérieure d'art de design d'Amiens option Art mention images animées, option Design mention design graphique
- École régionale des beaux-arts d'Angers, option Art mention art et média, option Design
- École européenne supérieure de l’image, option Art, option Art mention bande dessinée, option Art mention images animées
- École supérieure d'art de l'agglomération d'Annecy, option Art, option Design mention design d'espace
- École supérieure d'art d'Avignon, option Art mention conservation restauration, option Art mention création instauration
- École régionale des beaux-arts de Besançon, option Art, option Communication
- École supérieur d'art des Rocailles, option Art
- École d'enseignement supérieur d'art de Bordeaux, option Art, option Design
- École nationale supérieure d'art de Bourges, option Art
- École européenne supérieure d'art de Bretagne, option Art, option Design, Option Communication
- École supérieure d'arts et médias de Caen - Cherbourg, option Art, option Design mention design graphique
- École supérieure d'art de Cambrai, option Communication
- École nationale supérieure d'arts de Paris-Cergy , option Art
- École média art de Chalon-sur-Saône, option Art mention art et médias
- École supérieure d'art de Clermont Métropole, option Art
- École nationale supérieure d'art de Dijon, option Art, option design mention design d'espace
- École supérieure d'art de Tourcoing (ERSEP), option Art
- École supérieure d'art de Lorraine, option Design mention design graphique, option Art, option Communication
- Campus caraïbéen des arts, option Art, option Design mention design graphique, option Design mention design d'objet
- École supérieure d'art et design de Grenoble-Valence, option Art, option Design mention design graphique
- École supérieure d'art et design Le Havre-Rouen, option Art, option Design mention design graphique & interactivité
- École supérieure des beaux-arts du Mans, option Art, option Design mention espace de la cité
- École supérieure d'art de La Réunion, option Art, option Communication, option Design
- École nationale supérieure d'art de Limoges, option Art, option Design mention céramique
- École nationale supérieure des beaux-arts de Lyon, option Art, option Design mention design d'espace, option Design mention design graphique, option Design mention design textile
- École supérieure d'art et de design Marseille-Méditerranée, option Art, option Design
- Pavillon Bosio – École supérieure d'arts plastiques de la ville de Monaco , option Art mention art & scénographie
- MO.CO. ESBA, option Art
- Haute école des arts du Rhin, option Art, option Design, option Design mention design textile, option Art mention objet, option Art mention scénographie, option Communication mention didactique visuelle, option Communication mention graphisme, option Communication mention illustration
- École nationale supérieure d'art de Nancy, option Art, option Communication, option Design
- École supérieure des beaux-arts de Nantes Métropole, option Art
- École nationale supérieure d'art de Nice, option Art
- École supérieure des beaux-arts de Nîmes, option Art
- École supérieure d'art et de design d'Orléans, option Design mention design visuel et graphique, option Design mention design objet et espace
- École supérieure d'art et de design des Pyrénées, option Art, option Design mention design graphique et multimédia
- Haute école d'art Perpignan, option Art
- École supérieure d'art et de design de Reims, option Art, option Design
- École supérieure d'art et design de Saint-Étienne, option Art, option Design
- École supérieure d'art et de design Toulon Provence Méditerranée, option Art, option Design mention design d'espace, option Design mention design d'objet
- Institut supérieurs des arts de Toulouse, option Art, option Design, option Design mention design graphique
- École supérieure des beaux-arts de Tours, option Art, option Art mention conservation-restauration des œuvres sculptées
- École supérieure d'art et de design de Valenciennes, option Art, option Design